# Ss Lorenzo, Silvestro e Rufino

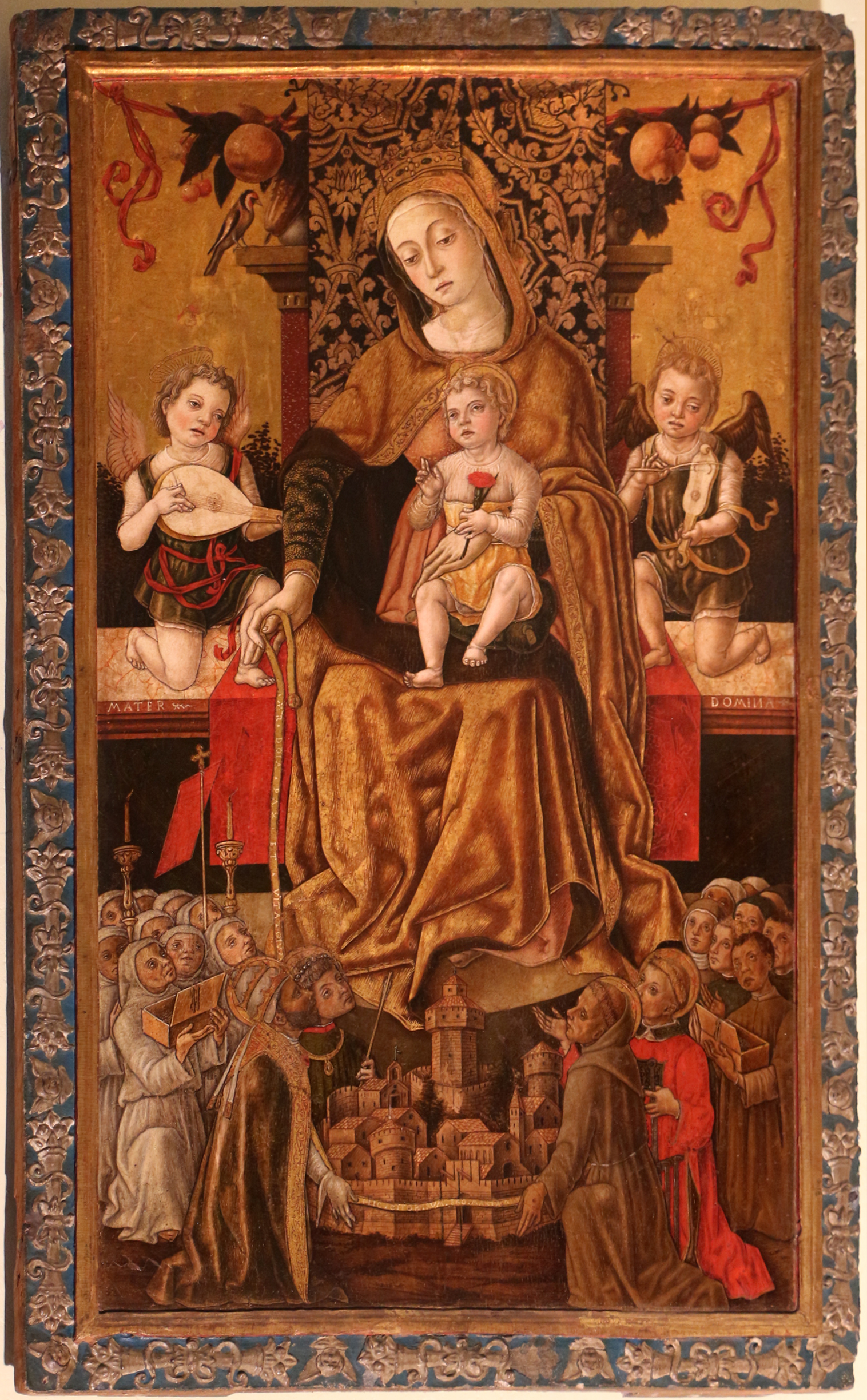
Vittore Crivelli, Himmelfahrtsmadonna

Die Kirche der Heiligen Lorenzo, Silvestro und Ruffino ist eine Kirche in Massa Fermana.

## Beschreibung
Die Kirche befindet sich in der Via Garibaldi, an der Ecke zur Via Guerrieri. Ende des 19. Jahrhunderts wurde sie wieder aufgebaut und ist für das Polyptychon von Massa Fermana (1468), das erste Werk von Carlo Crivelli in den Marken, berühmt. Die rechte Kapelle des Presbyteriums enthält auch ein Werk seines Bruders Vittore, der eine Madonna mit Kind und Engeln unter den Heiligen Laurentius, Franziskus, Rufinus und Sylvester, auf dem wir auch die beauftragenden Mitbrüder und verschiedene Anhänger sehen.
In der Sakristei befindet sich ein Gemälde mit Himmelfahrt und Heiligen von Sebastiano Ghezzi.
Aufgrund des Erdbebens 2016 ist die Kirche derzeit geschlossen. Das Polyptychon von Crivelli wird derzeit in der Pinacoteca Comunale di Massa Fermana aufbewahrt.